# 카사블랑카 해전
카사블랑카 해전(Naval Battle of Casablanca)은 1942년 11월 8일부터 11월 16일까지 제2차 세계 대전의 횃불 작전에서 진행된 연합국과 추축국 간의 해전이다.
제2차 세계대전 중 콩피에뉴에서 열린 제2차 휴전 협정에 따라 북아프리카 침공을 담당하는 미국 함대와 프랑스령 모로코의 중립을 방어하는 비시 프랑스 함대 사이에 벌어진 일련의 해상 교전이었다. 전투의 마지막 단계는 프랑스군이 항복한 당일 해당 지역에 도착한 독일 U-보트의 작전으로 구성되었다.
연합군의 군사 기획자들은 대서양 항구 도시인 카사블랑카를 점령하기 위해 배정된 전미군이 해방자로 환영받을 것이라고 예상했다. 35,000명의 미군을 태운 102척의 미국 선박으로 구성된 침공 태스크포스가 어둠 속에서 발견되지 않은 채 모로코 해안에 접근했다. 프랑스 수비수들은 첫 번째 접촉을 알제리의 주요 상륙을 위한 우회 습격으로 해석했다. 독일은 1940년 6월 22일 콩피에뉴 정전협정 하에서 모로코의 중립을 지켜야 하는 프랑스의 의무를 명백히 위반한 것으로 간주하여 6개 모로코 사단이 소규모 기습 특공대에게 항복한 것을 인정했다. 불신과 은밀한 분위기 속에서 일련의 기습 대응으로 인해 미군 4척이 손실되고 침공에 반대하는 24척의 프랑스 선박에 탑승한 462명이 사망했다.